# Schmutzeffekt
Schmutzeffekt ist eine aus dem technischen Bereich stammende, umgangssprachliche Bezeichnung für unregelmäßig auftretende Fehlfunktionen. Diese wurde zur Zeit der Relaiscomputer geprägt, da durch verschmutzte oder oxidierte Relaiskontakte oft ein Ergebnis verfälscht wurde, die Berechnung bei einem erneuten Durchlauf aber korrekt war.
Weitere umgangssprachliche Verwendungen:
- Rauschanteil bei physikalischen oder optischen Messungen, der über dem Signalanteil liegt (siehe Signal-Rausch-Verhältnis). Der Signalanteil, der zur Auswertung benutzt wird, ist „verschmutzt“.
- Bei einem Computerprogramm unregelmäßig auftretende Verklemmungen werden unter Programmierern ebenfalls scherzhaft als Schmutzeffekt abgetan.